# Rocky Nyikeine
Rocky Nyikeine (26 de mayo de 1992) es un futbolista neocaledonio que juega como arquero en el Hienghène Sport.

## Carrera
Debutó en 2011 defendiendo los colores del Gaïtcha FCN. En 2016 pasó al Hienghène Sport.

### Clubes
| Club            | País            | Año             |
| --------------- | --------------- | --------------- |
| Gaïtcha FCN     | Nueva Caledonia | 2011 - 2016     |
| Hienghène Sport | Nueva Caledonia | 2016 - Presente |

### Selección nacional
Fue citado como arquero titular de Nueva Caledonia para la Copa de las Naciones de la OFC 2012, donde fue subcampeón y premiado como el mejor portero de la competición.